# ジェニファー・ドネリー
ジェニファー・ドネリー（Jennifer Donnelly、1963年 - ）は、アメリカ人の小説家である。
1963年、アメリカニューヨーク州ポートチェスター生まれ。ロチェスター大学やイギリスのバークベック・カレッジで文学や歴史を学んだ。
2003年にカーネギー賞を受賞した。

## 受賞歴
- カーネギー賞 2003年 （A Gathering Light(A Northern Light) に対して）

## 主な著書
- The Tea Rose（『薔薇の宿命』） (2002)
- The Winter Rose (2008)
- The Wild Rose (2011)
- Humble Pie (2002)
- en:A Northern Light(A Gathering Light) (2003)
- Revolution (2010)
- Deep Blue (2014)
- Lost in a Book (2017)（『美女と野獣 本にとらわれたベル ―ロスト・イン・ア・ブック』）

## 日本語訳された作品
- 『薔薇の宿命 <上>・<下>』ヴィレッジブックス、林啓恵訳、ヴィレッジブックス（ソニー・マガジンズ）、2007年
- 『美女と野獣 本にとらわれたベル ―ロスト・イン・ア・ブック』講談社KK文庫 Disney、富永晶子訳、講談社、2017年